# 박진택
박진택(1975년 11월 1일 ~ )은 대한민국의 배우이다.

## 출연작

### 영화
- 《수목장》 (2012년) - 교도관 역
- 《모르는 사람》 (2012년)
- 《연가시》 (2012년) - 비상대책본부 관계자 1 역
- 《36.5℃》 (2011년) - 아주버님 역
- 《방자전》 (2010년) - 내시 역
- 《홍길동의 후예》 (2009년) - 안 사장 역
- 《오감도》 (2009년) - 조감독 역
- 《울학교 이티》 (2008년) - 진국 역
- 《그녀는 예뻤다》 (2008년) - 나체남 역
- 《싸움》 (2007년) - 경찰 역
- 《사랑방 선수와 어머니》 (2007년) - 명구 역
- 《쏜다》 (2007년) - 박 경장 역
- 《잔혹한 출근》 (2006년) - 우 형사 역
- 《너는 내 운명》 (2005년) - 참가정 직원 역
- 《그녀를 모르면 간첩》 (2004년) - 점장 역
- 《좋은 사람 있으면 소개시켜 줘》 (2002년) - 과장 역
- 《일단 뛰어》 (2002년) - 조직 운전수 역
- 《킬러들의 수다》 (2001년) - 요원 4 역